# Kanadai táblázat
Kanadai táblázatnak nevezik az egyik jégkorongban (és labdarúgásban) használt statisztikát.
Ebben az összesítésben a gólpasszok egyenértékűek a gólokkal. Vagyis a kanadai táblázatban egyszerűen összeadják a gólokat és a gólpasszokat, és az a játékos van előrébb a táblázatban, akinél ez az összeg nagyobb. Pontegyenlőség esetén a több gólt lövő játékost szokás előbbre rangsorolni.
A jégkorongban a gólpassz fogalma egy kicsit komplikáltabb a szokásosnál, ugyanis nem csak a góllövőnek közvetlenül passzt adó játékos ér el gólpasszt, hanem az eggyel ezt megelőző passzt adó játékos is. Vagyis a gólok jelentős részénél 3 játékos pontszáma is nő a kanadai táblázaton, egynek a gól rovatban, kettőnek pedig a gólpassz rovatban. Gyakran előfordul, hogy egy gólnál csak egy gólpasszt adó játékos van, de az is, hogy egy sincs (angolul ezt unassisted goal-nak hívják). A jégkorongban statisztikailag nem létezik öngól, így egy tényleges öngól esetén az a játékos kapja a gólért járó pontot, aki a gólszerző csapatból utoljára hozzáért a koronghoz, és ehhez a statisztikában nem társulnak gólpasszt adó játékosok.

## Pontkirály trófeák
- National Hockey League: Art Ross-trófea
- Finn jégkorongliga: Veli-Pekka Ketola-trófea
- Canadian Hockey League: CHL Top Scorer Award
- Memorial-kupa: Ed Chynoweth-trófea
- Ontario Hockey League: Eddie Powers-emlékkupa
- Québec Major Junior Hockey League: Jean Béliveau-trófea
- Western Hockey League: Bob Clarke-trófea